# Leila Agic
Leila Agic, née à Bruxelles le 3 avril 1995, est une députée du Parlement bruxellois et conseillère communale à Molenbeek-Saint-Jean.  

## Biographie
Leila Agic est née le 3 avril 1995 à Bruxelles, d'origine bosnienne. En 1994, ses parents ont fui la guerre de l'ex-Yougoslavie pour s'installer en Belgique.
En octobre 2018, elle se présente aux candidatures des élections communales et devient la plus jeune conseillère communale de Molenbeek-Saint-Jean. Elle déménage à Jette en 2021 pour raison familiale et abandonne ce mandat,. 
En mai 2019, elle est la plus jeune députée socialiste du Parlement bruxellois.

## Fonctions politiques
- Députée régionale depuis mai 2019
- Conseillère communale à Molenbeek-Saint-Jean depuis octobre 2018
- Présidente des Jeunes Socialistes de Molenbeek de 2014 à 2018[réf. nécessaire].

## Cyberharcèlement
En 2021, elle propose la création d'une plateforme en ligne où les victimes de cyberharcèlement peuvent porter plainte et des campagnes de sensibilisation sur le sujet, après avoir été elle-même victime de cyberviolence deux ans plus tôt. Elle destine cette initiative en priorité aux personnes marginalisées  (personnes LGBT et racisées). La résolution est adoptée par la majorité du parlement bruxellois,.